# 隆昌市
隆昌市（りゅうしょう-し）は中華人民共和国四川省内江市に位置する県級市。

## 行政区画
- 街道:古湖街道、金鵝街道
- 鎮:響石鎮、聖灯鎮、黄家鎮、双鳳鎮、竜市鎮、界市鎮、石碾鎮、石燕橋鎮、胡家鎮、雲頂鎮、普潤鎮

## 資源
- 堆積岩
- 隆昌夏布（麻）

## 交通
鉄道
- 中国鉄路総公司
  - 中国鉄路成都局集団公司
    - 成渝旅客専用線（隆昌北駅（中国語版））（滬漢蓉旅客専用線「四縦四横」高速鉄道ネットワーク計画のうちの1本の横路線）
    - 成渝線（迎祥街駅（中国語版）、椑木鎮駅（中国語版）、石燕橋駅（中国語版）、李市鎮駅（中国語版））
    - 隆瀘線（中国語版）

道路
高速道路
- 厦蓉高速道路（隆納高速公路）

国道
- G321国道
- G348国道（中国語版）

省道
- 305省道

## 健康・医療・衛生
- 隆昌市人民医院
- 隆昌市中医医院
- 隆昌市中医院城関分院